# الكنيسة الكاثوليكية في الشرق الأوسط

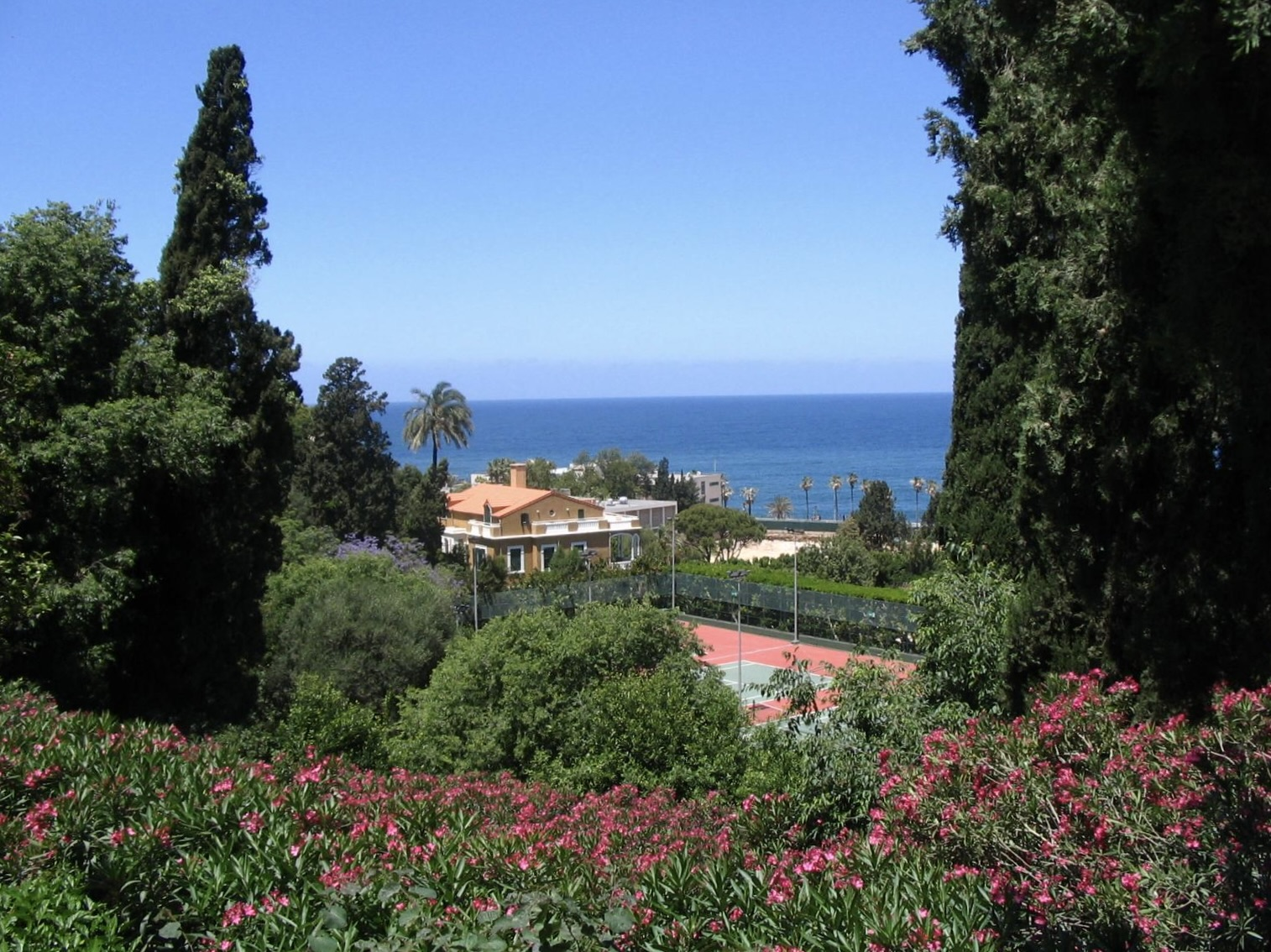
تمتلك لبنان أعلى نسبة للمسيحيين في الشرق الأوسط، حيث تتراوح النسبة بين 39% و40.5% من سكانها. (لم يتم إجراء إحصاء رسمي في لبنان منذ عام 1932). تتألف أغلبية هؤلاء من الكنيسة المارونية التي تتخذ من بيروت مقرًا لها، وهي الكنائس الكاثوليكية الشرقية في شراكة كاملة مع البابا وبقية الكنيسة الرومانية الكاثوليكية.

الكنيسة الكاثوليكية وتعرف ايضا الكنيسة الرومانية الكاثوليكية في الشرق الأوسط تخضع للقيادة الروحية للبابا في روما. يُقال إن الكنيسة الكاثوليكية نشأت تقليديًا في الشرق الأوسط في القرن الأول الميلادي، وكانت واحدة من الديانات الرئيسية في المنطقة منذ إصلاحات البيزنطية في القرن الرابع حتى القرون التي أعقبت الفتوحات الإسلامية العربية في القرن السابع الميلادي. منذ ذلك الحين، انخفضت نسبتها حتى وصلت إلى اتجاه الشتات اليوم، وذلك أساسًا بسبب الاضطهاد من قبل المجتمعات ذات الأغلبية الإسلامية.
أكبر مجموعة متبقية في الشرق الأوسط هي الكنيسة المارونية التي تتخذ من بيروت، لبنان مقرًا لها، وهي الكنائس الكاثوليكية الشرقية في شراكة كاملة مع البابا وبقية الكنيسة الكاثوليكية.
لمزيد من التفاصيل عن دول محددة (بما في ذلك الكنائس الكاثوليكية الشرقية)، انظر:
- الكنيسة الكاثوليكية في أرمينيا
  - الكنيسة الأرمنية الكاثوليكية
- الكنيسة الكاثوليكية في أذربيجان
- الكنيسة الكاثوليكية في إسرائيل
- الكنيسة الكاثوليكية في إيران
- الكنيسة الكاثوليكية في العراق
  - الكنيسة الكلدانية الكاثوليكية
- الكنيسة الكاثوليكية في مصر
  - الكنيسة القبطية الكاثوليكية
- الكنيسة الكاثوليكية في الأردن
- الكنيسة الكاثوليكية في الكويت
- الكنيسة الكاثوليكية في لبنان
  - الكنيسة المارونية
- الكنيسة الكاثوليكية في سلطنة عمان
- الكنيسة الكاثوليكية في فلسطين
- الكنيسة الكاثوليكية في الإمارات العربية المتحدة
- الكنيسة الكاثوليكية في السعودية
- الكنيسة الكاثوليكية في سوريا
  - الكنيسة السريانية الكاثوليكية
  - كنيسة الروم الملكيين الكاثوليك
- الكنيسة الكاثوليكية في تركيا
  - الكنيسة البيزنطية اليونانية الكاثوليكية
- الكنيسة الكاثوليكية في اليمن
- الكنيسة الكاثوليكية في البحرين

بالإضافة إلى ذلك، تشمل الكنيسة اللاتينية الكاثوليكية في لبنان أتباع الكنيسة اللاتينية، الذين كانوا يُطلق عليهم اسم *اللاتين* خلال العصور الوسطى، ويخضعون لسلطة بطريركية القدس للاتين.

## نظرة عامة
تتميز المسيحية في الشرق الأوسط بتنوع معتقداتها وتقاليدها، مقارنة بالمسيحية في أجزاء أخرى من العالم القديم. في عام 2010، قُدّر أن المسيحيين يشكلون 5% من إجمالي سكان الشرق الأوسط، بانخفاض من 20% في أوائل القرن العشرين. وكان هذا قبل الحرب الأهلية المدمرة في سوريا والعراق.
من الناحية النسبية، تمتلك قبرص أعلى نسبة للمسيحيين في الشرق الأوسط، حيث تتراوح النسبة بين 76% و78%. تحتل لبنان المرتبة الثانية بأعلى نسبة للمسيحيين في الشرق الأوسط، حيث تتراوح النسبة بين 39% و40.5%، تليها مباشرة مصر حيث من المرجح أن المسيحيين (خاصة الأقباط العرقيين) يشكلون حوالي 10 بالمئة، بينما في المجموع تمثل أكبر الأرقام المطلقة.
تتألف أغلبية المسيحيين اللبنانيين من الكنيسة المارونية التي تتخذ من بيروت مقرًا لها، وهي الكنائس الكاثوليكية الشرقية في شراكة كاملة مع البابا وبقية الكنيسة الرومانية الكاثوليكية.

## الديموغرافيا
ثاني أكبر مجموعة مسيحية في الشرق الأوسط هم الموارنة الناطقون بالعربية، الذين ينتمون إلى الكاثوليكية ويبلغ عددهم حوالي 1.1-1.2 مليون في جميع أنحاء الشرق الأوسط، يتركزون principalmente في لبنان. غالبًا ما يتجنب العديد من الموارنة الهوية العرقية العربية لصالح التراث *الفينيقي* *ما قبل العربي* أو الكنعاني، الذي ينتمي إليه معظم سكان لبنان. في إسرائيل، يُصنف الموارنة عرقيًا على أنهم آراميون وليسوا لبنانيين (إلى جانب المجموعات المسيحية الأصغر الناطقة بالآرامية من السريان الأرثوذكس والكاثوليك اليونانيين).
المسيحيون العرب، الذين ينحدر معظمهم من قبائل مسيحية عربية، هم في الغالب من أتباع الكنيسة الأرثوذكسية الشرقية. عددهم أكثر من 1.5 مليون. كاثوليك الكنيسة اللاتينية قليلون العدد. معظم الكاثوليك هم موارنة، وملكانيون، وسريان كاثوليك، وأرمن، وكلدان آشوريون (من العراق). يبلغ عدد البروتستانت مجتمعين حوالي 400,000. يبلغ عدد الكاثوليك الملكانيين المعربين الذين يتبعون الطقس البيزنطي، والذين يُشار إليهم عادةً باسم المسيحيين العرب، أكثر من مليون في الشرق الأوسط. نشأوا نتيجة انشقاق داخل الكنيسة الأرثوذكسية اليونانية في أنطاكية حول انتخاب بطريرك في عام 1724.
تشير دراسة أجريت عام 2015 إلى وجود 483,500 من المؤمنين المسيحيين من خلفية مسلمة في الشرق الأوسط، معظمهم ينتمون إلى شكل من أشكال البروتستانتية.

## الانخفاض
أعداد المسيحيين في الشرق الأوسط في انخفاض بسبب عوامل مثل انخفاض معدلات المواليد مقارنة بالمسلمين، ومعدلات الهجرة المرتفعة بشكل غير متناسب، والاضطهاد العرقي والديني. بالإضافة إلى ذلك، كانت الاضطرابات السياسية ولا تزال عاملاً مساهماً رئيسياً يدفع المسيحيين الشرقيين الأصليين من مختلف الأعراق نحو البحث عن الأمن والاستقرار خارج أوطانهم. كما لعب الانتشار الحديث لأيديولوجية الجهادية والسلفية، الغريبة عن قيم التسامح في المجتمعات المحلية في سوريا ومصر، دورًا في زعزعة الوجود السلمي للمسيحيين الذي دام عقودًا. في عام 2011، قُدّر أنه بالمعدل الحالي، من المرجح أن ينخفض عدد المسيحيين البالغ 12 مليونًا في الشرق الأوسط إلى 6 ملايين بحلول عام 2020.